# Saint-Paul-de-Baïse
Saint-Paul-de-Baïse är en kommun i departementet Gers i regionen Occitanien i sydvästra Frankrike. Kommunen ligger i kantonen Valence-sur-Baïse som tillhör arrondissementet Condom. År 2022 hade Saint-Paul-de-Baïse 108 invånare.

## Befolkningsutveckling
Antalet invånare i kommunen Saint-Paul-de-Baïse
Referens:INSEE